# Mieszaniec

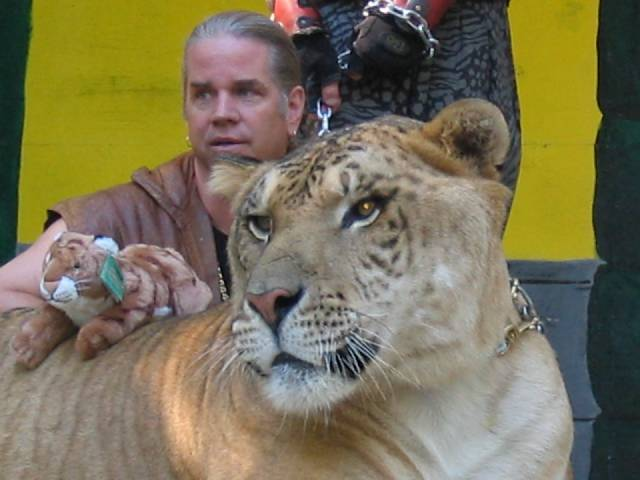
Legrys – krzyżówka lwa i tygrysicy

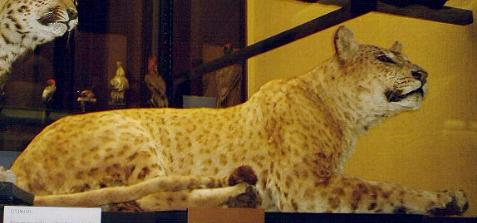
Jaglew – krzyżówka jaguara i lwa

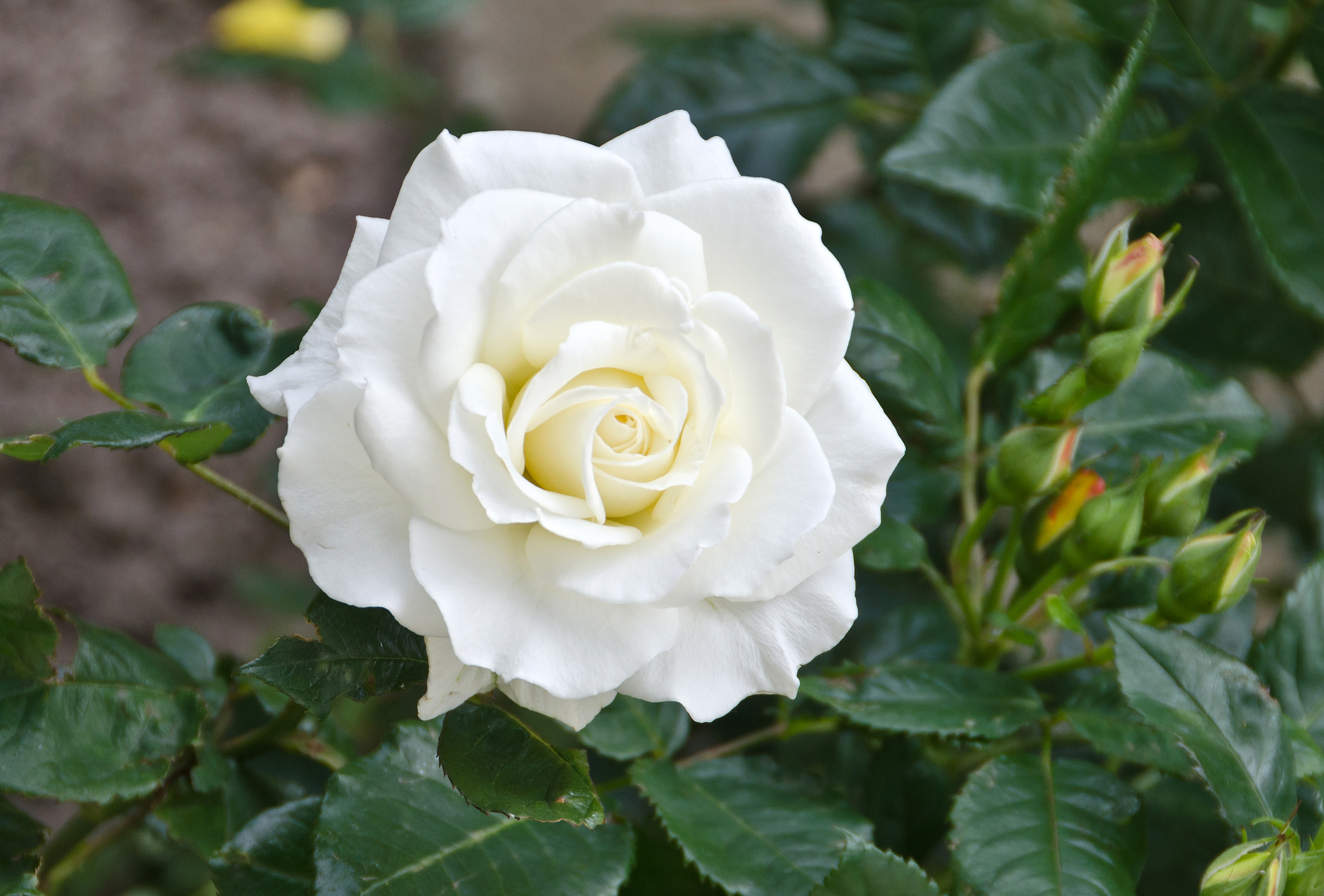
Kwiat jednej z odmian róż pochodzenia mieszańcowego

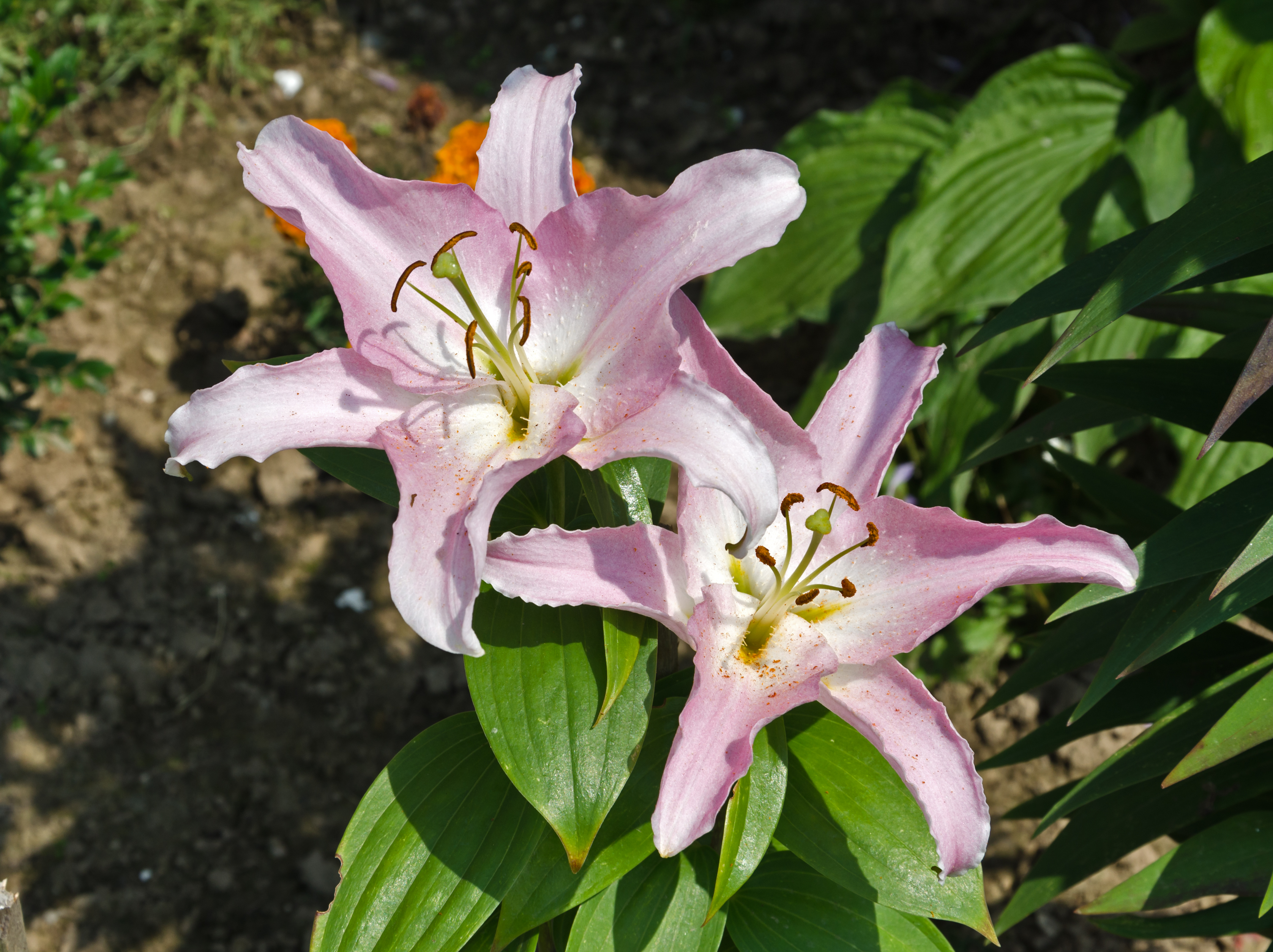
Kwiaty jednej z odmian lilii pochodzenia mieszańcowego

Mieszaniec, krzyżówka, hybryda (hybryd), bastard – osobnik powstały w wyniku skrzyżowania dwóch organizmów rodzicielskich należących do innych ras, odmian, podgatunków, gatunków lub rodzajów. Mieszańce uzyskiwane są na drodze rozmnażania płciowego.
W wyniku krzyżowania osobników w obrębie jednego gatunku (między podgatunkami, odmianami, rasami) powstają mieszańce wewnątrzgatunkowe, przy krzyżowaniu osobników zaliczanych do różnych gatunków lub rodzajów odpowiednio międzygatunkowe i międzyrodzajowe.
Zwyczajowo mieszańce roślin nazywa się hybrydami, a mieszańce zwierząt bastardami (jednak rozróżnienie to często nie jest przestrzegane).
Metody krzyżowania stosuje się często w produkcji roślinnej i zwierzęcej. Prócz mieszańców krzyżowania międzygatunkowego istnieją też mieszańce szczepieniowe (czyli wegetatywne), które powstają w wyniku połączenia tkanek osobników różnych genetycznie.
Niekiedy hybrydy międzygatunkowe okazują się płodne, dając początek nowym gatunkom. Wiele roślin uprawnych stanowi wynik takiego krzyżowania. Jednym z pierwszych tak powstałych gatunków, którego historia została dokładnie udokumentowana, jest pierwiosnek Primula kewensis, wyhodowany w 1912 w ogrodzie botanicznym Kew Gardens jako krzyżówka P. floribunda i P. verticillata.

## Wykorzystanie ludzkiego materiału genetycznego
Brytyjska placówka HFEA (The Human Fertilisation and Embryology Authority), regulująca badania naukowe nad ludzkim płodem i medyczne aspekty rozrodczości, w 2007 wyraziła zgodę na tworzenie w celach badawczych zarodków ludzko-zwierzęcych.

## Przykłady mieszańców
- ssaki:
  - kotowate:
    - legrys – mieszaniec lwa i tygrysicy
    - tyglew – mieszaniec tygrysa (najczęściej syberyjskiego) i lwicy
    - jaglew – mieszaniec jaguara i lwicy
    - pumpart – mieszaniec pumy płowej (samca lub samicy) i lamparta (odpowiednio samicy lub samca)
    - eurochaus – mieszaniec kota błotnego (chausa) i żbika europejskiego

  - niektóre rasy kota domowego:
    - kot savannah – mieszaniec afrykańskiego serwala i kota domowego
    - chausie – mieszaniec kota błotnego i kota domowego
    - kot bengalski – mieszaniec kotka bengalskiego (dzikiego) i kota domowego
      - toyger – mieszaniec kota bengalskiego (rasa) i kota domowego
      - serengeti – mieszaniec kota bengalskiego (rasa) i rasy kot orientalny

    - safari – mieszaniec ocelota argentyńskiego i kota domowego
    - bristol – mieszaniec margaja z kotem domowym

  - niektóre rasy psa domowego:
    - wilczak – mieszaniec wilka i psa
      - wilczak czechosłowacki – rasa psa
      - saarlooswolfhond (wilczak Saarloosa) – rasa psa
      - wilczak włoski – rasa użytkowa nieuznawana przez FCI
      - wilczak chiński – rasa użytkowa nieuznawana przez FCI

    - pies Sulimowa – mieszaniec szakala złocistego i psa
    - coydog – mieszaniec kojota i psa

  - wołowate:
    - żubroń – mieszaniec żubra i bydła domowego
    - beefalo lub cattalo – mieszaniec bizona i bydła domowego
    - żubrobizon – mieszaniec żubra i bizona
    - dzo – mieszaniec jaka i bydła domowego
    - yakalo – mieszaniec jaka i bizona
    - zobo – mieszaniec jaka i zebu

  - koniowate:
    - zebroid – mieszaniec zebry i innych koniowatych (konia, osła):
      - zebrula – mieszaniec zebry i konia
      - zebryna – mieszaniec klaczy zebry i osła

    - muł – mieszaniec klaczy konia domowego i ogiera osła domowego
    - osłomuł (oślik) – mieszaniec klaczy osła domowego i ogiera konia domowego

  - wielbłądowate:
    - birtugan – mieszaniec dromadera i baktriana
    - cama – mieszaniec lamy i dromadera

  - świniowate:
    - świniodzik – mieszaniec dzika i świni domowej
- ptaki:
  - kurowate:
    - skrzekot – naturalny mieszaniec cietrzewia i głuszca

## Mieszańce w fantastyce
W fantastyce, zarówno w książkach jak i filmach istnieje wątek nadprzyrodzonych mieszańców, najczęściej człowieka i istoty nadnaturalnej. Oto najpowszechniejsze przykłady takich hybryd:
Heros – w mitach greckich Heros był potomkiem boga lub bogini i człowieka. Przykładem półboga w mitologii jest Achilles lub Herakles. Powieść Percy Jackson i bogowie olimpijscy przedstawia dzieci zrodzone z greckiego boga i człowieka. Percy Jackson – tytułowy bohater – posiada potężne moce swojego ojca, aczkolwiek nie jest nieśmiertelny tak jak on. Wszyscy herosi po boskim rodzicu dziedziczą ogromne moce i urodę, natomiast tak jak ludzki rodzic są śmiertelni i mają ludzkie uczucia.
Dhampir – legendy o dhampirach wywodzą się z folkloru cygańskiego. Dhampir to mityczny mieszaniec, potomek ludzkiej kobiety i wampirycznego ojca. Dhampiry posiadają zdolności typowe dla wampirów, to znaczy czynnik regeneracyjny, ostre zmysły i zwiększoną kondycję, lecz bez wampirzych słabości. Często stają po stronie dobra walcząc z „czystymi” wampirami. Najpopularniejszym pół człowiekiem, pół wampirem jest bohater komiksów Marvela – Blade (jednak Blade stał się półwampirem, będąc jeszcze w łonie matki, w chwili gdy została ona ukąszona przez wampira, a nie poprzez współżycie seksualne). Blade został łowcą wampirów, aby pomścić śmierć swojej matki, a dzięki ludzkiej stronie nie ma słabości typowych dla wampirów. W powieści Zmierzch dhampirzycą jest córka Edwarda, Renesmee.
Nefilim – dziecko anioła i człowieka. Wątek półanioła występuje w serii Dary anioła oraz w powieści Anioł. W serii Dary anioła istnieją potomkowie aniołów walczący z demonami, nazywają się nocnymi łowcami i stoją po stronie ludzkości.
Kambion – w mitologii średniowiecznej fantastyczne stworzenie zrodzone ze związku demona z człowiekiem. Najczęściej był owocem stosunku inkuba z kobietą, ale mógł też być synem sukkuba i mężczyzny. Jednym z najbardziej znanych kambionów w literaturze europejskiej był Merlin.